# Universitatea Twente

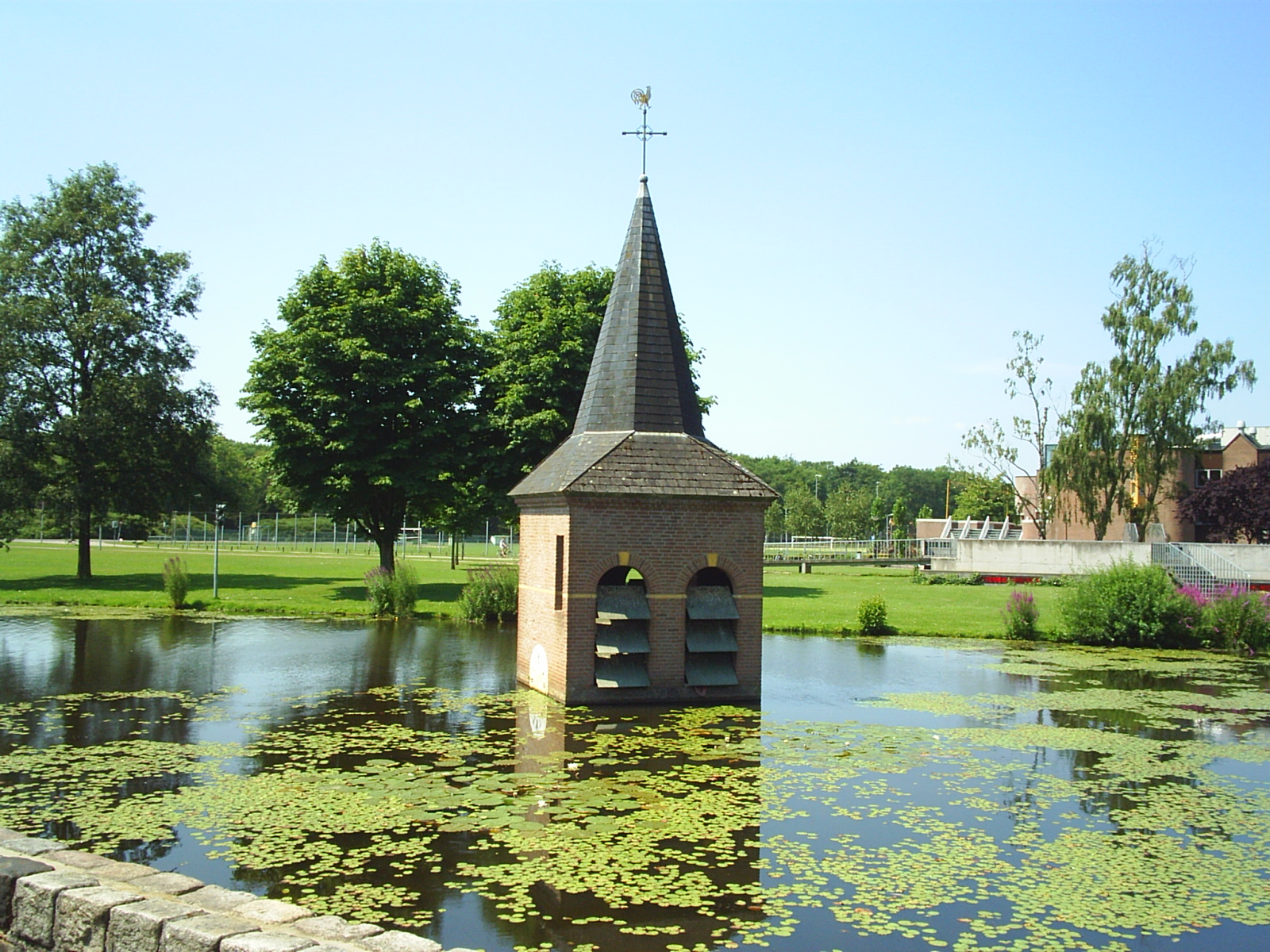
Drienerlo tower on the campus.

Universitatea Twente (în neerlandeză: Universiteit Twente) este o universitate localizată în Enschede, Țările de Jos, foarte aproape de Germania. Universitatea oferă programe de studii și cercetare în domeniul tehnic dar și în domeniul științelor economice, sociale și comportamentale. Universitatea  se  implică activ în a realiza contribuții economice și sociale pentru regiunea din Țările de Jos unde este localizată. Din acest motiv, spiritul antreprenorial reprezintă una dintre valorile de bază ale acestei instituții. Universitatea Twente colaborează cu Universitatea Tehnică din Delft și cu Universitatea Tehnică Eindhoven formând Federația 4TU, dar în același timp este și un partener al European Consortium of Innovative Universities.

## Istoric
Universitatea a fost fondată în anul 1961 sub denumirea de Technische Hogeschool Twente iar la momentul acela se număra printre cele trei școli superioare de formare profesională din Țările de Jos, împreună cu Delft și Eindhoven.Instituția a fost numită Universiteit Twente (Universitatea Twente). 
Decizia guvernului neerlandez de a localiza universitatea în Enschede, principalul oraș al regiunii Twente a fost influențată de situația industrială dezvoltată a zonei de nord-est a țării. Un alt considerent important a fost reprezentat de faptul că economia locală necesita un sprijin pentru a compensa diminuarea industriei de textile din regiune.

## Campus

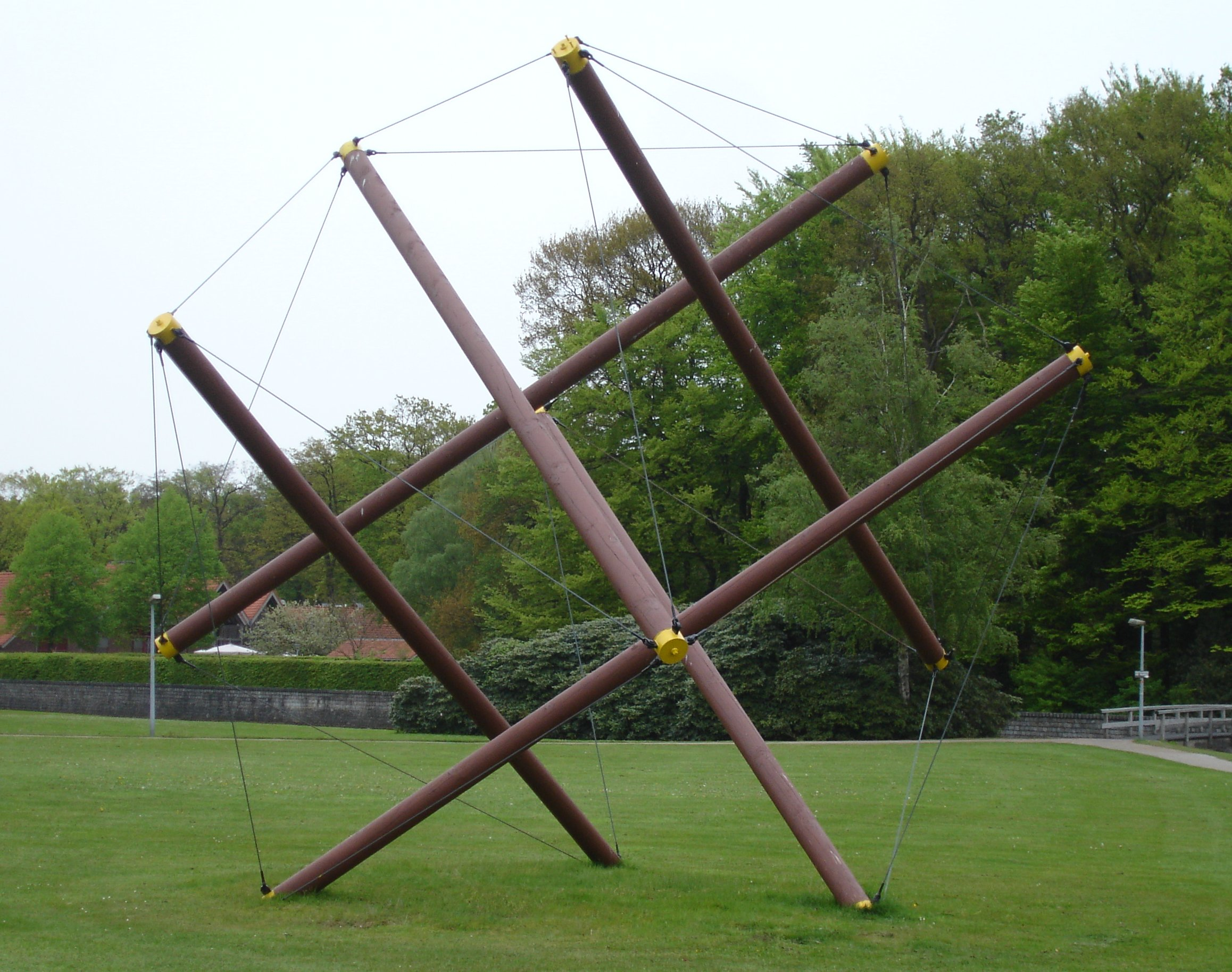
"Het Ding" (The Thing), by Jasper Latté and Jaap Hos

Universitatea a fost construită pe fostul domeniu rural Drienerlo, între orașele Enschede și Hengelo. Suprafața de 140 de hectare pe care se întinde universitatea cuprinde păduri, parcuri și lacuri. Arhitecții Van Tijen si Van Embden au proiectat primul și până la momentul actual, singurul campus din Țările de Jos ce urmărește modelul American al campusurilor universitare. Pe parcursul anilor, diferiți arhitecți au contribuit la designul campusului. Studenții și angajații din cadrul Universității Twente continuă să formeze o comunitate academică activă.
Campusul înverzit al universității Twente oferă facilitați moderne sportive și culturale care au stimulat dezvoltarea unui bogat mix de societăți studențești, numeroase evenimente sociale studențești și un flux constant de noi inițiative.
Uniunea Studenților (Student Union), care este condusă în întregime de studenți, promovează interesele tuturor societăților studențești și gestionează, de asemenea, mai multe locații, inclusiv centrul social studențesc localizat în inima Enschede-ului. Mai mult, peste 100 de organizații de studii Arhivat în 2 decembrie 2016, la Wayback Machine., de sport, culturale, internaționale, sociale și de afaceri fac parte din viața de student de la Universitatea Twente.

## Misiune
Universitatea Twente este o universitate antreprenorială de cercetare ce pune accentul pe inovația tehnologică. Ea a susținut înființarea unei singure federații de universități tehnice în Țările de Jos. Cele trei universități tehnice din această țară au fost de acord să-și unească forțele în 2005 și la 7 februarie 2007, Federația 3TU a fost lansată. Federația 3TU își propune să funcționeze eficient, atât la nivel național și internațional. În cadrul 3TU, Universitatea Twente promovează standarde educaționale excepționale și cercetare academică de clasă mondială. Universitatea este, de asemenea, implicată în dezvoltarea economică și socială la nivel regional: în Twente, partea de nord-est a Țărilor de Jos, și în Gronau-Twente Euregio
Universitatea oferă:
- un program educațional care răspunde celor mai recente evoluții internaționale de cercetare;
- o abordare care permite elevilor să caute noi provocări în programele de studiu;
- programe de licență, cu ample posibiltăți pentru studenții cu merite excepționale și totodată programe de studiu ce pot fi adaptate pentru a se potrivi cât mai bine cu profilurile studenților;
- pe lângă programele de masterat ce urmăresc pofilele programelor de licență, un număr limitat de programe de masterat care reflectă activitățile de cercetare ale Universității;
- asigurând pe cât este posibil și oportun, o trecere de la programele de masterat la programele de doctorat;
- aplicarea unei perspective educationale moderne în toate programele de studiu;
- o orientare continuă și explicită fată de cerințele de pe piața muncii;
- aplicarea standardelor internaționale de calitate.

Universitatea Twente:
- contribuie la inovarea tehnică și socială, prin efectuarea de cercetări empirice și experimentale ce îmbină științele sociale, comportamentale și inginerești;
- este susținuta de un puternic accent pe implicațiile ce le pot avea inovațiile tehnologice asuprea dezvoltării societății cunoașterii;
- este multidisciplinară în caracter, și înrădăcinată în baza de cunoștințe ale disciplinelor fundamentale;
- este divizată în Institute de cercetare apreciate la nivel international;
- se desfășoară într-un mediu de interacțiune intensivă intre sectorul public și cel privat;
- creează oportunități pentru arii noi de dezvoltare ce au un potențial bogat.

## Facultăți
Universitatea Twente cuprinde cinci facultăți:
- Behavioural Sciences, Management and Social Sciences (BMS)
- Engineering Technology (CTW)
- Electrical Engineering, Mathematics and Computer Science (EEMCS/EWI)
- Science and Technology (TNW)
- Faculty of Geo-information Sciences and Earth Observation (ITC)

Fiecare facultate este la rândul ei organizată în mai multe departamente.

## Programe de studii
Programele de licență, ce se pot regăsi și pe site-ul oficial al Universității, în secțiunea Bachelor, variază de la administrarea afacerilor și psihologie până la fizică aplicată, inginerie și tehnologie biomedicală. Curicula este una variată, flexibilă și relevantă pentru piața muncii. Cei mai mulți studenți aleg să combine cursurile specifice specializării lor("major") cu seturi de discipline specifice altor programe("minor"). Numărul studenților străini care își încep studiile la UT este în continuă creștere. Aproximativ toate programele de master (și majoritatea celor de licență) sunt predate în limba engleză. Jumătate din numărul studenților de la programele de doctorat din cadrul universității provin dinafara Țărilor de Jos.
Universitatea Twente deține un program de cercetare de nivel mondial. În științele aplicate, accentul este pus pe nanotehnologie, tehnologia proceselor, inginerie, tehnologia informației și a comunicării și științe biomedicale. Universitatea deține totodată un program impresionant în management și  al științelor comportamentale.
Universitatea Twente oferă multă importanță pe utilitatea aplicării cunoștințelor în societate. Brevete de invenție, programe de învățare de lungă durată, și companii spin-off dovedesc acest angajament, precum și implicarea intensivă a UT în programele de cercetare care sporesc infrastructura de cunoștințe din Țările de Jos. Până în prezent, UT a produs peste 1000 de companii spin-off, mai mult decât orice altă universitate neerlandeză.

## Cercetare

### Institut
- MESA+ Institute for Nanotechnology (MESA+)
- MIRA Institute for Biomedical Technology and Technical Medicine (MIRA)
- Center for Telematics and Information technology (CTIT)
- Institute for Innovation and Governance Studies (IGS Arhivat în 23 mai 2008, la Wayback Machine.)
- Faculty of Geo Information Science and Earth Observation (ITC)
- Programme for Science Based Engineering (SBE Arhivat în 3 decembrie 2016, la Wayback Machine.)

### Centre de cercetare
- CEPTES - Center for Philosophy of Technology and Engineering Science (CEPTES+ Arhivat în 24 februarie 2010, la Wayback Machine.)
- CES - Center for European Studies (CES+ Arhivat în 24 octombrie 2009, la Wayback Machine.)
- CHEPS - Center for Higher Education Policy Studies (CHEPS+)
- CHOIR - Center for healthcare operations improvement & research (CHOIR+ Arhivat în 6 septembrie 2009, la Wayback Machine.)
- CSTM - Center for clean technology and environmental policy (CSTM+)
- Nikos - Dutch institute for knowledge intensive entrepreneurship (Nikos+ Arhivat în 1 iulie 2010, la Wayback Machine.)
- TWC - Twente Water Centre (TWC+ Arhivat în 3 noiembrie 2008, la Wayback Machine.)

## Programe de licența cu predare în limba engleză
- Technology and Liberal Arts & Sciences (ATLAS)
- Advanced Technology
- Communication Science
- Creative Technology
- Electrical Engineering
- European Studies
- International Business Administration
- Psychology

Lista programelor de licență se poate regăsi și pe site-ul oficial al Universității în secțiunea Bachelor. 

## Programe de masterat cu predare în limba engleză

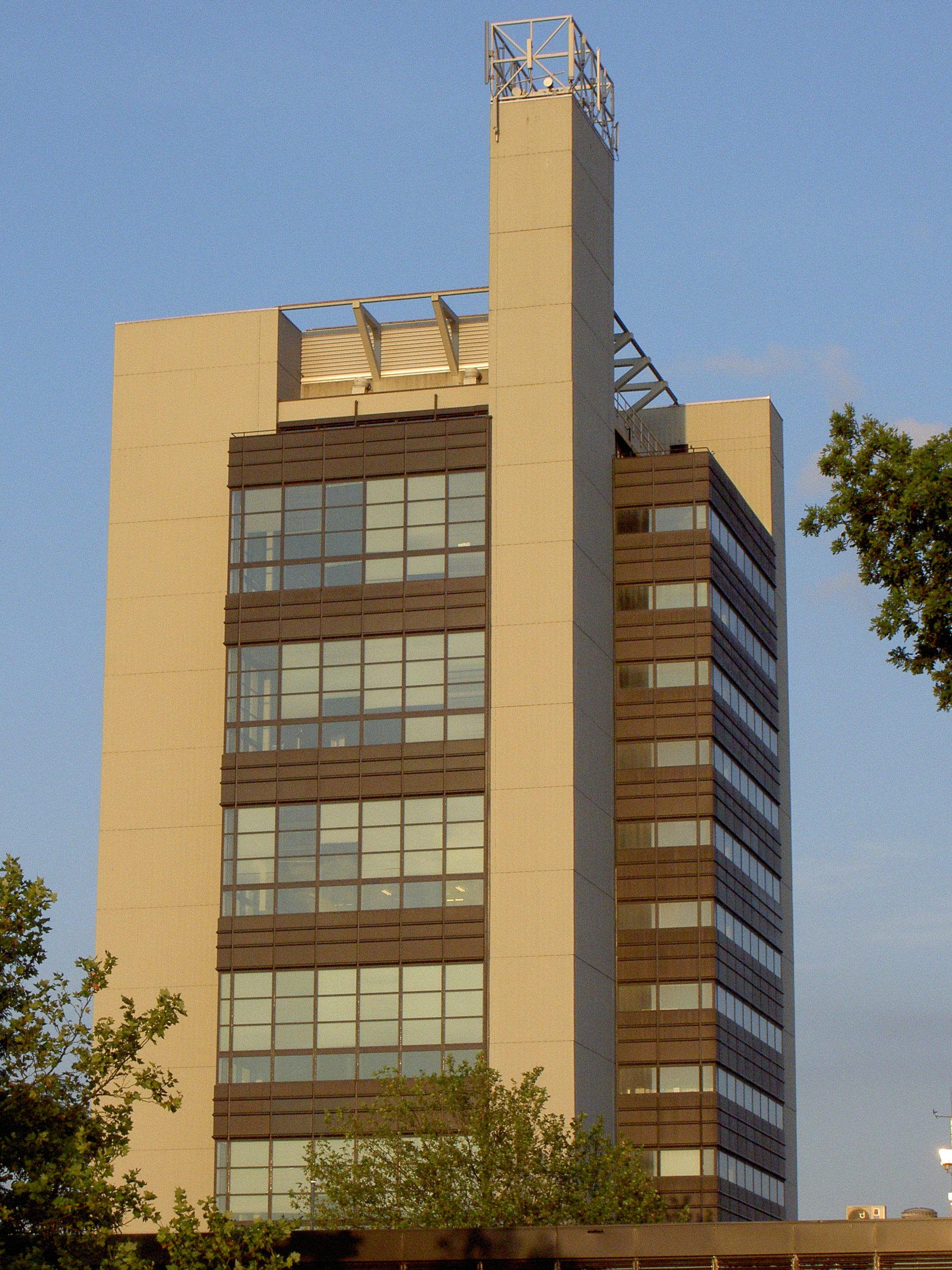
Horsttower

- Applied Mathematics
- Applied Physics
- Biomedical Engineering
- Business Administration
- Business Information Technology
- Chemical Engineering
- Civil Engineering and Management
- Communication Studies
- Computer Science
- Construction Management and Engineering
- Educational Science and Technology
- Electrical Engineering
- Embedded Systems
- Environmental and Energy Management
- European Studies
- Geo-Information Science and Earth Observation
- Geographical Information Management and Applications
- Health Sciences
- Human Media Interaction
- Industrial Design and Engineering
- Industrial Engineering and Management
- Public Management
- Risk Management
- Mechanical Engineering
- Methodology and Statistics for the Behavioral, Biomedical and Social Sciences Arhivat în 4 iulie 2015, la Wayback Machine.
- Nanotechnology
- Philosophy of Science, Technology and Society
- Psychology
- Public Administration
- Science Education and Communication
- Sustainable Energy Technology
- Systems and Control Arhivat în 7 iunie 2015, la Wayback Machine.
- Teaching in Social Sciences
- Technical Medicine
- Telematics
- Water Technology

Toate programele de master sunt în limba engleză. O parte dintre aceste programe sunt împărțite pe mai multe specializări.

## Rectori ai universității
- 1963 - 1967: Professor Gerrit Berkhoff
- 1967 - 1971: Professor Jo Vlugter
- 1971 - 1974: Professor Pieter Zandbergen
- 1974 - 1976: Professor Jan Kreiken
- 1976 - 1979: Professor Willem van Spiegel
- 1979 - 1982: Professor Harry van den Kroonenberg
- 1982 - 1985: Professor Wiebe Draijer
- 1985 - 1988: Professor Harry van den Kroonenberg (Second term)
- 1988 - 1992: Professor Jos de Smit
- 1992 - 1997: Professor Theo Popma
- 1997 - 2004: Professor Frans van Vught
- 2005 - 2009: Professor Henk Zijm
- 2009 - 2016: Professor Ed Brinksma
- 2016 - present: Professor Thom Palstra

## Poziția în topuri
- 127, The Leiden Ranking (2016)
- 215 în lume și 75 în Europa, The Webometrics Ranking of World Universities (2016)
- 177 în lume, QS World University Rankings(2016)
- 153 în lume și 82 în lume pentru domeniul Engineering and Technology, 61 în domeniul Computer Science, Times Higher Education World University Rankings(2016)
- 301-400, Academic Ranking of World Universities(ARWU) (2016)

Univesitatea Twente deține totodată titlul de cea mai antreprenorială universitate din Țările de Jos și a fost votată cea mai bună universitate neerlandeză în domeniul valorizării.